# Barvaux-Condroz
Barvaux-Condroz (wa. Barvea-e-Condroz, Barvê ou Barvia) – dzielnica (section) gminy Havelange w Belgii, w Regionie Walońskim, w prowincji Namur, w okręgu Dinant. 1 stycznia 2020 roku liczyła 456 mieszkańców. Do 31 grudnia 1976 r. samodzielna gmina. 

## Demografia
Liczba mieszkańców, stan na 1 stycznia:
| Rok                | 1930 | 1947 | 1961 | 2020 |
| ------------------ | ---- | ---- | ---- | ---- |
| Liczba mieszkańców | 434  | 422  | 364  | 456  |